# Emirdağ
Emirdağ város Afyonkarahisar tartományban Törökországban, Afyon és Eskişehir városok között található. 2009 négyzetkilométert fed le. Népessége egy 2010-es felmérés szerint 42 111 fő, ebből Emirdağ városban 19 990 fő lakik. A főpolgármester Cengiz Pala (AKP).
Az időjárás nagyon hideg télen. A területen 1068-ban telepedtek le törökök. A Török Köztársaság megalapításáig a város a Aziziye nevet viselte, Abdülâziz szultán folytán. Emirdağ korábbi polgármesterei: Lütfi Ihsan Dag (2004-2009), Ismet Güler (1994-2004), Ali Kocaman (1989-1994), Ömer Faruk Pala (1985-1989), Erol Sarıer (1984-1985), Hacı Ali Kılıçalp.